# Ainehi Edoro
Ainehi Edoro est une écrivaine, critique et universitaire nigériane. Elle est la fondatrice et éditrice du blogue littéraire africain Brittle Paper.
Les domaines de recherches d'Edoro sont la fiction du XXIe siècle, la littérature des médias sociaux, les romans anglophones mondiaux, la littérature africaine, la fiction britannique contemporaine, la théorie du roman, la philosophie politique et les humanités numériques.

## Biographie

### Enfance et formation
Ainehi Edoro naît le 11 décembre à Akure, au Nigeria. Elle grandit à Benin City. Jusqu'en juin 2018, elle est professeure adjointe à l'université Marquette. Ses intérêts sont centrés sur la littérature fictionnelle africaine,.

### Carrière
En 2020, alors qu'elle prépare son doctorat à l'université Duke, Ainehi Edoro fonde Brittle Paper, un blogue littéraire pour les passionnés de littérature africaine. Elle invente ce nom avec sa consœur universitaire Jennifer Emelife et explique à ce sujet : « La fragilité du papier évoque la nature éphémère du travail littéraire et des idées dans l'espace numérique. Brittle Paper a pour objet de documenter la vie des textes dans les médias sociaux ». Selon Emelife, un sentiment de frustration lié à un partage de connaissances uniquement intra-universitaire est à l’origine du blog. Emelife déclare également que l'objectif final est de « réinventer la fiction et la culture littéraire africaines ».
Ainehi Edoro collabore avec le site web Africa Is A Country, site d'opinion de gauche fondé par Sean Jacobs, un professeur de l'université américaine The New School.
Elle est professeure adjointe de la littérature noire mondiale à l'université du Wisconsin-Madison.

## Controverse
En avril 2020, le rédacteur en chef adjoint de Brittle Paper, Otosirieze Obi-Young, cesse de travailler pour la publication en raison d'un conflit éditorial interne. Les déclarations officielles ne sont pas claires et diffèrent quant à savoir s'il a démissionné ou s'il a été licencié,.
Le différend tourne autour de modifications potentielles d'un article sur Hadiza Isma El-Rufai, romancière et épouse du gouverneur de l'État de Kaduna, Mallam Nasir El-Rufai. Hadiza Isma El-Rufai avait défendu la menace de viol collectif proférée par son fils contre la mère d'un utilisateur de Twitter lors d'une dispute sur le réseau social, en déclarant « Qui sème le vent récolte la tempête. Tout est juste en amour comme à la guerre. » lorsqu'elle a été alertée des commentaires publiés par son fils. Elle présente ses excuses ultérieurement.
La rédactrice en chef de Brittle Paper et son adjoint ne réussissent pas à se mettre d'accord sur les modifications apportées au commentaire posté sur Brittle Paper et le message est donc supprimé, accompagné d'une courte déclaration. Le lendemain, Obi-Young déclenche une controverse sur les réseaux sociaux via une déclaration publiée sur son blog. La déclaration comprend des accusations non étayées contre Brittle Paper et sa rédactrice en chef et déclenche une théorie du complot sur Twitter[réf. souhaitée].
Ainehi Edoro répond à la controverse dans un communiqué le 15 avril 2020, dans lequel elle nie toutes les accusations de son ancien adjoint. En réponse aux accusations de censure et de misogynie d'Obi-Young, elle souligne les 10 années d'expérience de Brittle Paper en matière de publication d'articles tout aussi controversés, de soutien aux questions relatives aux femmes et de lutte contre la censure.

## Publications
- (en) Ainehi Edoro-Glines, « Achebe's Evil Forest: Space, Violence, and Order in Things Fall Apart », The Cambridge Journal of Postcolonial Literary Inquiry, vol. 5, no 2,‎ avril 2018, p. 176–192 (ISSN 2052-2614, DOI 10.1017/pli.2017.55, S2CID 187656639, lire en ligne)
- (en) Ainehi Edoro, « How not to talk about African fiction », The Guardian,‎ 6 avril 2016 (lire en ligne )
- (en) Ainehi Edoro, « Gods of Fiction », Africa Is a Coutry,‎ 23 novembre 2018 (lire en ligne )
- (en) Ainehi Edoro, « Why is the cultural life of Black Panther so derivative? », Africa Is a Coutry,‎ 26 février 2018 (lire en ligne )

## Récompenses et honneurs
- 2016 : classée parmi les 100 Africains les plus influents de 2016 par le magazine New African[réf. nécessaire].
- 2016 : classée parmi les cinq femmes nigérianes les plus influentes en 2016 par le journal nigérian The Guardian[13].
- 2016 : ses écrits sont publiés dans le journal britannique The Guardian, où elle observe une discrimination dans la perception des écrivains africains par certains acteurs du milieu littéraire[14].
- 2018 : figure sur la liste des « 100 femmes » d'OkayAfrica[15].
- juin 2018 : juge principale du concours d'écriture de GTBank[16].
- 2018 : présentatrice du prix de la personnalité littéraire africaine de l'année du Brittle Paper[17].